# Janvier 1932

## Événements
- Premier vol du Potez 501.
- Premier vol du Laté 300 Croix du Sud.

- 5 janvier : création de l’Office du Niger, établissement public autonome, chargé d’un projet de développement agricole inspiré par l’ingénieur Méline au Soudan français. Il s’agit d’irriguer en détournant une partie du fleuve la région en aval de Ségou. Un premier barrage est établi à Markala et deux canaux sont creusés. L’œuvre se heurte au manque de main-d’œuvre, à la médiocre fertilité des sols et à l’hostilité d’une partie de l’opinion publique en métropole. En 1939, seuls 13 300 ha seront aménagés (1,3 million pour le projet initial) et la production de coton n’atteindra pas 425 tonnes (moins de 0,5 % du projet).

- 6 janvier : en raison de la crise financière, l’Allemagne décide de ne plus honorer ses dettes.

- 12 janvier :
  - France : chute du président du Conseil Pierre Laval.
  - « Guerre de Shanghai » entre l'empire du Japon et la république de Chine.

- 14 janvier, France : Pierre Laval président du Conseil.

- 16 janvier : premier départ de courrier d'Angleterre vers l'Australie par liaison aérienne.

- 18 janvier[1] : insurrection libertaire dans le Haut Llobregat en Espagne.

- 21 au 24 janvier : un équipage français relie Hanoï et Paris en 3 jours, 4 heures et 17 minutes.

- 22 janvier  : répression d’une révolte populaire au Salvador, appuyée par les États-Unis (La Matanza, de 15 000 à 30 000 morts).

- 24 au 28 mars : un équipage britannique relie Londres et Le Cap en 5 jours, 17 heures et 19 minutes.

- 29 janvier : premier vol du de Havilland DH.83 Fox Moth.

## Naissances
- 4 janvier : 
  - Carlos Saura, réalisateur espagnol († 10 février 2023).
  - Clinton J. Hill, agent du Secret Service américain († 21 février 2025).
- 5 janvier : Umberto Eco, écrivain italien († 19 février 2016).
- 6 janvier : José Saraiva Martins, cardinal portugais, préfet émérite de la congrégation pour les causes des saints.
- 7 janvier : Max Gallo, écrivain et homme politique français († 18 juillet 2017).
- 9 janvier : Djibril Tamsir Niane, écrivain et historien guinéen († 8 mars 2021).
- 10 janvier : Louis Rwagasore, premier ministre du Burundi († 13 octobre 1961).
- 12 janvier : Tep Vong, moine bouddhiste khmer († 26 février 2024).
- 13 janvier : Joseph Zen Ze-Kiun, cardinal chinois, évêque émérite de Hong Kong.
- 14 janvier : 
  - Grady Tate, batteur et chanteur de jazz américain († 8 octobre 2017).
  - Tony DeMarco, boxeur américain († 11 octobre 2021).
- 16 janvier :
  - Dian Fossey, éthologue américaine spécialisée dans le comportement des gorilles († 26 décembre 1985).
  - Keiko Ai, écrivaine japonaise.
- 17 janvier : Hilarion N'dinga, artiste peintre congolais († 27 janvier 2015).
- 18 janvier : Peter Magubane, photographe sud-africain († 1er janvier 2024).
- 19 janvier : François Maspero, libraire, éditeur, écrivain et traducteur français († 11 avril 2015).
- 22 janvier : Piper Laurie, actrice américaine († 14 octobre 2023).
- 23 janvier : Michel Moy, peintre français († 14 mai 2007).

## Décès
- 6 janvier : André Maginot, homme politique français.
- 14 janvier : Litri (Miguel Báez Quintero), matador espagnol (° 15 mai 1869).